# Concepción Mariño
Concepción Mariño Claridge (Valle de l'Espíritu Santo, 1790—Chacachacare, 1854) va ser una heroïna de la independència de Veneçuela.
Nascuda el 1790, filla de Santiago Mariño Acuña, capità de milícies, i d'Atanasia (o Antonia) Claridge, d'origen irlandès. És germana de Santiago Mariño, també heroi de la independència veneçolana. Els Mariño eren una família acomodada i amb propietats a l'illa de Trinidad i a la regió oriental de Veneçuela. Va ser educada als millors col·legis de Trinidad i va créixer en un entorn afí a les idees liberals. En acabar els estudis va tornar a Veneçuela i es va casar amb José María Senda, amb qui va tenir cinc fills.
Des del començament va estar a favor de la causa independentista, destacant el seu auxili als més desafavorits, raó per la qual va rebre el sobrenom de «Magnànima senyora». Després de la pèrdua de la primera república el 1812, Mariño es va mostrar igual de compromesa amb la causa i va ajudar els republicans a l'exili, convertint la seva hisenda de Chacachacare en un lloc de reunió de revolucionaris i va introduir armes de contraban des de Trinidad i, més tard, des de Jamaica. A la seva propietat es va signar l'acta de Chacachacare, l'11 de gener de 1813, que va marcar l'inici de la campanya d'alliberament oriental, comandada pel seu germà.
Va morir el 1854 als 64 anys, residint encara a la seva hisenda de Chacachacare.